# 汀州府城隍庙
25°50′19″N 116°20′52″E / 25.83861°N 116.34778°E
汀州府城隍庙位于中国福建省长汀县汀州镇兆征路80号，为明、清时期汀州府的城隍庙。唐大历四年（769年）始建，现存为明、清时期建筑。坐北朝南，占地面积5800多平方米。由门楼、前殿、正殿、后殿及厢房等组成。正殿单檐硬山顶，面阔三间，进深五间，有龙柱、圆柱、方柱等多种石柱。2005年被列为第六批福建省文物保护单位。